# Soiano del Lago
Soiano del Lago es un municipio italiano de 1.517 habitantes de la provincia de Brescia, cerca del Lago de Garda.

## Evolución demográfica
| Gráfica de evolución demográfica de Soiano del Lago entre 1861 y 2001 |
|                                                                       |
| Fuente ISTAT - elaboración gráfica de Wikipedia                       |

- Datos: Q112022
- Multimedia: Soiano del Lago / Q112022

1. ↑  Worldpostalcodes.org, código postal n.º 25080.
2. ↑  «Codici Catastali». Comuni-italiani.it (en italiano). Consultado el 29 de abril de 2017.